# Stade Louis Achille
El Stade Louis Achille es un estadio de usos múltiples en Fort-de-France, Martinica un territorio de Francia en el Mar Caribe. En la actualidad se utiliza sobre todo para los partidos de fútbol y los para los partidos en casa del equipo Good Luck de Fort-de-France. El estadio tiene capacidad para 9000 personas.
El estadio es escenario habitual de los partidos de la selección de fútbol de Martinica. Lleva el nombre de Louis Achille que fue el primer profesor asociado de Martinica, y el expresidente de la Unión de Sociedades de  Martinica para deportes atléticos (USMSA)
- Datos: Q665369